# 郭山站
郭山站（朝鲜语：／ Kwaksan yŏk */?）是朝鮮民主主義人民共和國平安北道郭山郡的一個鐵路車站，属于平义线。

## 邻近车站
平义线
下端站 - 郭山站 - 路下站